# Poeciloptera maculata
Poeciloptera maculata är en insektsart som beskrevs av Gutrin-mtneville 1829. Poeciloptera maculata ingår i släktet Poeciloptera och familjen Flatidae. Inga underarter finns listade i Catalogue of Life.